# Christophe de Rye de La Palud
Christophe de Rye de La Palud, né vers 1570 et mort en avril 1637, est marquis de Varambon et un chef militaire franc-comtois (dit « bourguignon » à l'époque) au service de l'Empire espagnol.

## Biographie
Né vers 1570, Christophe de Rye est le premier fils de Philibert de Rye, baron de Balançon, et Claudine de Tournon, et donc neveu de Marc de Rye.
Christophe entre au service du roi d'Espagne, Philippe II, en 1588, lorsque le duc de Savoie, Charles-Emmanuel, pris possession du marquisat de Saluces. Pour participer à cette campagne, il reçut de Carlo d'Aragona Tagliavia, gouverneur du duché de Milan, un brevet pour former un détachement de cent cinquante cavaliers légers, qu'il leva grâce à l'argent de son père.
Au service du duc de Savoie, il se distingue dans les expéditions en Provence, en Dauphiné et en Savoie jusqu'à ce que le comte de Fuentes le nomme en 1595 colonel de l'infanterie bourguignonne (comté de Bourgogne) aux Pays-Bas. Il poursuit son service sous les ordres de l'archiduc Albert et participe à toutes les campagnes jusqu'en 1603. C'est à ce moment qu'il transfert le commandement de son régiment à son frère Claude de Rye, avec qui il faisait carrière depuis 1598[réf. nécessaire].
Les missions qu'il réalisent au service de l'archiduc, lui valent d'être nommé noble de la Maison du Roi et d'être fait chevalier en 1600, par Albert lui-même.
Pour ces mêmes services, le 14 janvier 1618, il fut fait chevalier de l'Ordre de la Toison d'or, par le roi d'Espagne, Philippe III. Il reçut son collier des mains de l'Archiduc Albert dans la Salle des Grands d'Espagne au Palais de Bruxelles.
Il décède en avril 1637[réf. nécessaire].
Il semblerait que Christophe se soit sérieusement endetté, au point qu'il eu à vendre de nombreux biens, au profit de son oncle Ferdinand de Rye, archevêque de Besançon. Ces biens furent ensuite retransmis par héritage aux descendants de Christophe (les aînés de son fils François et de sa fille Louise).

## Famille
Christophe de Rye épouse le 16 mai 1598, Léonore Chabot (décédée en 1618), Dame de Neuchâtel, fille de Léonor Chabot, comte de Charny et Françoise de Rye.
Ensemble ils ont :
- Marguerite (décédée en 1654). Époux (13/01/1619) : Joachim de Beaufremont (décédé en 1635), marquis de Listeney
- François (vers 1599-21/11/1648), marquis de Varambon. Épouse 1) (6.03.1623) : Katharina Maria de Frise orientale (28.10.1604 - vers 1634), fille de Jean III de Frise orientale, comte de Rietberg et de la comtesse Katharina Sabina ; 2) (1635) : Marie de Haraucourt (décédée le 05.05.1649), fille de Charles de Haracourt, baron de Chamblay, et de Gabrielle d'Ardre, baronne de Fricant
- Adèle (née vers 1601). Époux 1) (1621) : Hermenfroy de Cusance (1591-1622), baron de Saint-Julien et de Darcet, seigneur d'Allère, capitaine de cavalerie ; 2) : Philibert de La Guiche, comte de Sivignon (mort en 1636) ; 3) : Pierre-Louis de Chantelot, seigneur de Varennes
- Louise, Dame de Rye. Époux (1614) : Claude-Antoine de Poitiers (décédé en 1652), comte de Rye